# 索納河
索納河是俄羅斯的河流，由卡累利阿共和國負責管轄，屬於拉多加湖流域，河道全長35公里，發源自科達湖，最終注入圖爾莫澤羅湖。

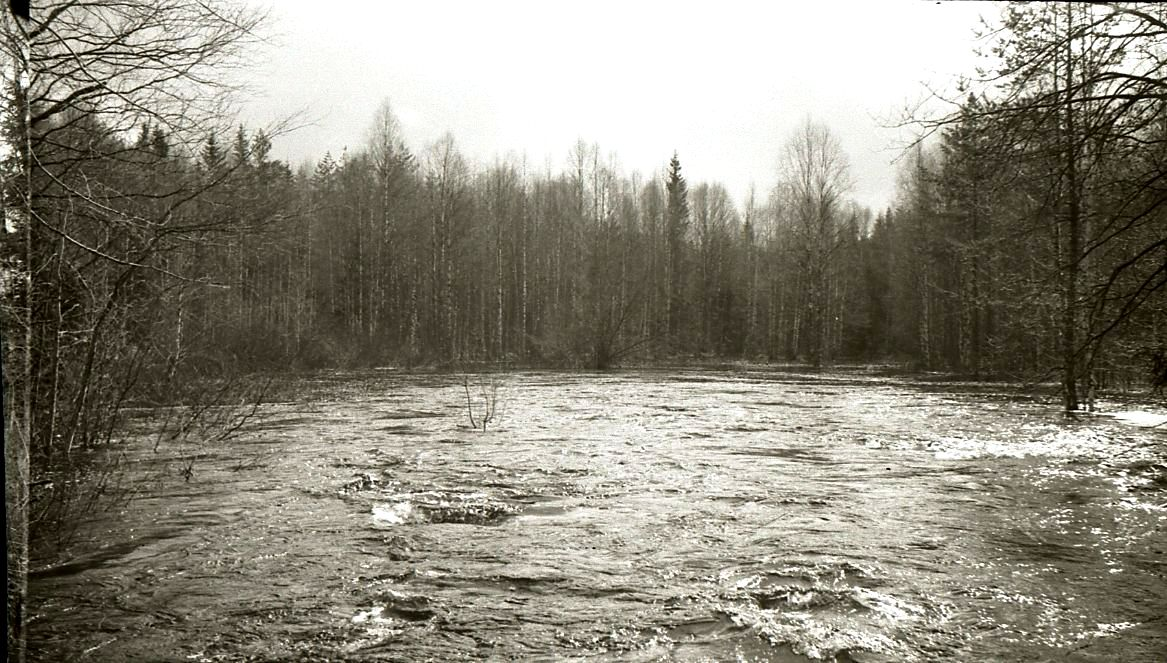

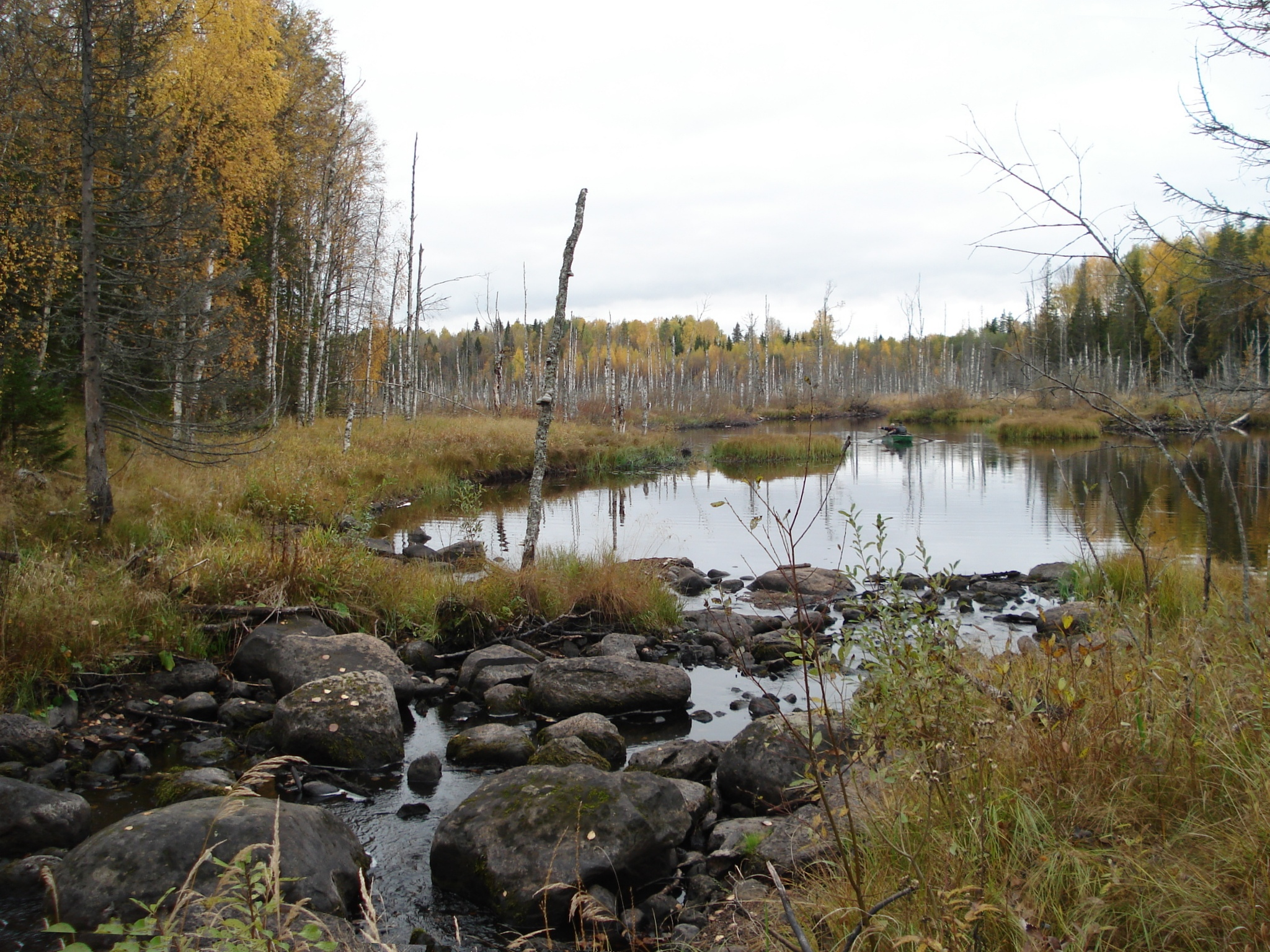